# Ренкін (округ, Міссісіпі)
Шаблон:StateAbbr_ 32°16′ пн. ш. 89°57′ зх. д. / 32.26° пн. ш. 89.95° зх. д.
Округ Ренкін (англ. Rankin County) — округ (графство) у штаті Міссісіпі, США. Ідентифікатор округу 28121.

## Історія
Округ утворений 1828 року.

## Демографія
За даними перепису
2000 року
загальне населення округу становило 115327 осіб, зокрема міського населення було 69179, а сільського — 46148.
Серед мешканців округу чоловіків було 56356, а жінок — 58971. В окрузі було 42089 домогосподарств, 31136 родин, які мешкали в 45070 будинках.
Середній розмір родини становив 3,07.
Віковий розподіл населення поданий у таблиці:
| Стать    | До 15 років | 15-21 | 22-29 | 30-39 | 40-49 | 50-65 | 65-85 | Понад 85 |
| -------- | ----------- | ----- | ----- | ----- | ----- | ----- | ----- | -------- |
| Чоловіки | 12610       | 5796  | 6545  | 9403  | 8835  | 8721  | 4202  | 244      |
| Жінки    | 11969       | 5500  | 6836  | 9655  | 9213  | 9311  | 5730  | 757      |

## Суміжні округи
- Медісон — північ
- Скотт — схід
- Сміт — південний схід
- Сімпсон — південь
- Гіндс — захід

## Виноски
1. ↑  U.S. Decennial Census. United States Census Bureau. Процитовано 7 листопада 2014.
2. ↑  Historical Census Browser. University of Virginia Library. Архів оригіналу за 11 серпня 2012. Процитовано 7 листопада 2014.
3. ↑  Population of Counties by Decennial Census: 1900 to 1990. United States Census Bureau. Процитовано 7 листопада 2014.
4. ↑  Census 2000 PHC-T-4. Ranking Tables for Counties: 1990 and 2000 (PDF). United States Census Bureau. Процитовано 7 листопада 2014.
5. ↑  State & County QuickFacts. United States Census Bureau. Архів оригіналу за 7 червня 2011. Процитовано 5 вересня 2013.(англ.) Наведено за англійською вікіпедією.
6. ↑  QuickFacts. Rankin County, Mississippi. United States Census Bureau. Процитовано 8 серпня 2019.
7. ↑  American FactFinder. Бюро перепису населення США. Архів оригіналу за 26 лютого 2012. Процитовано 31 січня 2008.

| США | Це незавершена стаття з географії США. Ви можете допомогти проєкту, виправивши або дописавши її. |